# Café International
Café International von Rudi Hoffmann ist ein Brettspiel für zwei bis vier Spieler. Es funktioniert in der Art eines Legespiels und erhielt 1989 den Spielepreis Spiel des Jahres. Es erschien 1989 bei Mattel, 1998 bei Relaxx und nach dem Konkurs von Relaxx 1999 bei Amigo. Das Spiel erschien auch als Tactix bei dem indischen Mattel-Label Leo Toys.

## Inhalt
Neben der Anleitung und dem Spielplan besteht der Inhalt der 1989 erstmals erschienenen Version von Mattel aus:
- 100 Gäste-Kärtchen, davon 48 Damen und 48 Herren aus zwölf Nationen
- vier Joker: zwei Damen und zwei Herren, die überall einsetzbar sind
- Punkte-Chips
- Spielplan

## Prinzip
Das Spielprinzip dieses Legespiels besteht darin, Plättchen, die Gäste verschiedener Nationalitäten zeigen, an den Tischen eines Cafés zu platzieren. Dabei muss auf ein ausgewogenes Geschlechter-Verhältnis und die einzelnen Nationalitäten geachtet werden. Wer einen Tisch komplettiert, erhält dafür Punkte. Die Tischordnung des Café International verlangt, dass an jedem Tisch vier Personen, zwei Damen und zwei Herren, sitzen dürfen. Ein neuer Tisch wird erst dann eröffnet, wenn ein Pärchen daran Platz nimmt. Kann ein Plättchen nicht mehr platziert werden, so wird es an der Bar abgelegt und der Spieler erhält Minuspunkte.

## Varianten
2001 erschien bei Amigo ein Kartenspiel mit gleichem Spielprinzip unter dem Namen Café International – Das Kartenspiel. An der Umsetzung arbeitete außer Rudi Hoffmann auch Relaxx-Gründer Roland Siegers mit. Der Spielplan wird durch Karten, die Tische symbolisieren, ersetzt.
2007 erschien bei Amigo Café International Junior.